# Zeuxia cinerea
Zeuxia cinerea är en tvåvingeart som beskrevs av Johann Wilhelm Meigen 1826. Zeuxia cinerea ingår i släktet Zeuxia och familjen parasitflugor. Inga underarter finns listade i Catalogue of Life.